# Oncaea borealis
Oncaea borealis är en kräftdjursart som beskrevs av Georg Ossian Sars 1918. Oncaea borealis ingår i släktet Oncaea och familjen Oncaeidae. Det är osäkert om arten förekommer i Sverige. Inga underarter finns listade i Catalogue of Life.